# Tuy Sereivathana
Tuy Sereivathana (sinh năm 1970) là người bảo vệ rừng và nhà bảo vệ môi trường người Campuchia, đã làm việc để giải quyết các xung đột giữa loài voi và người ở Campuchia. Ông đã được thưởng Giải Môi trường Goldman năm 2010.